# Max Geitel
Max Geitel (geb. 4. Dezember 1853 in Braunschweig; gest. 1926 in Berlin) war ein deutscher Patentbeamter und publizierte Werke zur Technikgeschichte als Schriftsteller und Herausgeber.

## Leben
Max Geitels Eltern waren der in Braunschweig geborene Forstbeamte Karl Geitel (1819–1875) und dessen Ehefrau Meta, geborene Pauli. Der Großvater mütterlicherseits war Johann Friedrich Pauli, Oberamtmann zu Blankenburg. Max Geitels Bruder, der spätere bekannte Physiker Hans Friedrich Geitel, wurde am 16. Juli 1855 in Braunschweig geboren. Die beiden Geitel-Söhne wurden zunächst in Braunschweig von einem Hauslehrer unterrichtet. Mitte des Jahres 1861 wurde Karl Geitel zum Forstmeister ernannt und nach Blankenburg (Harz) versetzt, da ihm die dortige Forstdienststelle zugewiesen worden war. Nach dem Umzug besuchten Max und Hans Geitel öffentliche Schulen in Blankenburg, zunächst die Bürgerschule und anschließend das dortige Gymnasium Am Thie.
Max Geitel studierte nach seinem Abitur in Berlin Maschinenbau. Nach seinem erfolgreichen Studienabschluss erhielt er eine Anstellung beim Kaiserlichen Patentamt. Nach der Abschaffung der Monarchie 1918 erhielt die Behörde die Bezeichnung Reichspatentamt. Max Geitel heiratete in Berlin und hatte drei Kinder. Neben seiner beruflichen Tätigkeit am Patentamt fungierte er als Redakteur und publizierte Bücher. Er war Mitglied in mehreren Vereinen seines Berufsstandes und meist im jeweiligen Vereinsvorstand aktiv.
Geitel führte als Staatsbeamter den Titel Geheimer Regierungsrat. Während seiner Berufstätigkeit betätigte er sich insbesondere auf den Gebieten Beleuchtung, Heizung, Maschinenbau und Eisenbahnwesen. Geitel war Redakteur des Polytechnischen Centralblatts (Amtliches Organ der Polytechnischen Gesellschaft zu Berlin). Aus dem Polytechnischen Centralblatt ging Die Welt der Technik. Eine technische Rundschau für die Gebildeten aller Stände hervor. Auch nach seinem Eintritt in den Ruhestand, nun als Oberregierungsrat a. D., publizierte er weiter.
In den Jahren 1885 und 1887 nahm Geitel am Preisausschreiben des VDMI (Verein Deutscher Maschinen-Ingenieure) für preisgekrönte Arbeiten, dem späteren Beuth-Preis, teil und erhielt den jeweiligen Geldpreis. Geitel wurde 1886 Mitglied des VDMI, dem er von 1899 bis 1914 als Zweiter Vorsitzender angehörte. Mit der Genehmigung der neuen Satzung am 5. Juni 1920 änderte der VDMI seinen Namen in „Deutsche Maschinentechnische Gesellschaft“ (abgekürzt: DMG). Von 1921 bis 1926 war Geitel Zweiter Schriftführer der DMG. Max Geitel stand wie sein Bruder Hans in der dichterischen Tradition seines Vaters Karl Geitel und seines Großvaters August Geitel. Mit seinen Fähigkeiten als Dichter, Redner und Künstler wirkte er als langjähriges Mitglied des DMG-Geselligkeitsausschusses und später als dessen Vorsitzender. Geitel wurde 1922 zum DMG-Ehrenmitglied ernannt.

## Publikationen
- Geitel, Max: Entlegene Spuren Goethes. Berlin: De Gruyter Oldenbourg, 1911
- Geitel, Max: Die Geschichte der Dampfmaschine bis James Watt. Leipzig: Voigtländer, 1913
- Geitel, Max: Schöpfungen der Ingenieurtechnik der Neuzeit. Leipzig: Teubner, 1914
- Geitel, Max (Hrsg.): Der Siegeslauf der Technik (Band 1). 3. vollst. neu bearb. u. in Wort u. Bild stark verm. Aufl. Stuttgart: Union Deutsche Verlagsgesellschaft, 1922
- Geitel, Max (Hrsg.): Der Siegeslauf der Technik (Band 2). 3. vollst. neu bearb. u. in Wort u. Bild stark verm. Aufl. Stuttgart: Union Deutsche Verlagsgesellschaft, 1923
- Geitel, Max (Hrsg.): Der Siegeslauf der Technik (Band 3). 3. vollst. neu bearb. u. in Wort u. Bild stark verm. Aufl. Stuttgart: Union Deutsche Verlagsgesellschaft, 1924